# كيمياء ضيف-مضيف

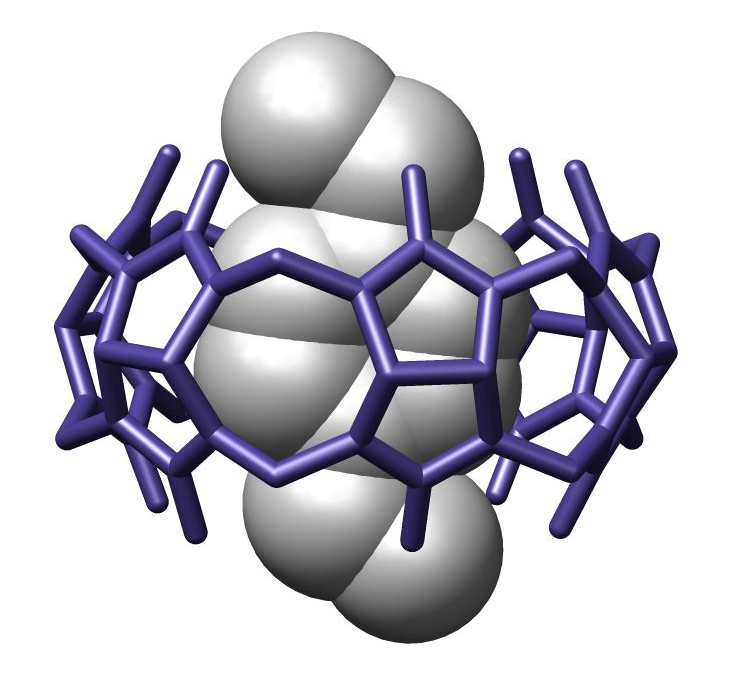
البنية البلورية لمعقد ضيف-مضيف يحل فيها مركب بارا-زيليلين ثنائي الأمونيوم داخل كوكوربيتوريل.

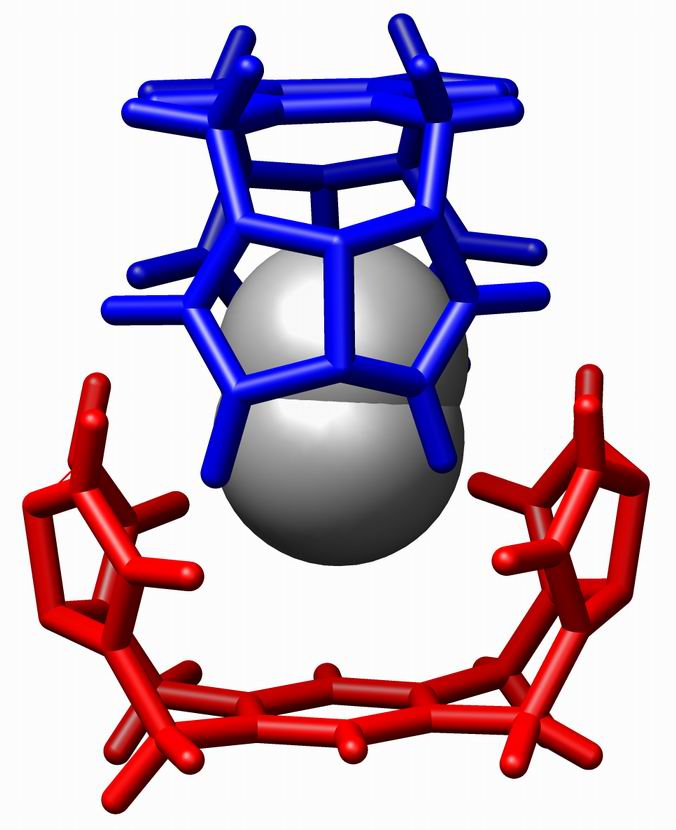
جزيء من النتروجين N_{2} ضيفاً داخل مضيف مزود بروابط هيدروجينية.

كيمياء ضيف-مضيف هي جزء من كيمياء الجزيئات الضخمة، توصف فيه المعقدات التي يحتوي فيها جزيء ضخم (المضيف) جزيئاً أو أيوناً أصغر (ضيف) في تجويفه، مع وجود تآثرات غير تساهمية، والتي تجعل الكيان متماسكاً.
تشمل التآثرات غير تساهمية كل من الرابطة الأيونية والرابطة الهيدروجينية وقوى فان دير فالس والتآثرات الهيدروفوبية (الدافعة للماء).